# Carl Friedrich Schmidt (botànic)
L'abreviació botànica estandarditzada per citar un tàxon descrit per aquest autor és C.F. Schmidt

Carl Friedrich (C.F.) Schmidt (1811, Szczecin – 1890, Berlín) va ser un botànic alemany especialitzat en espermatòfits i en litografies de plantes. Dins l'Akademishem Künstler zu Berlin il·lustrà moltes de les obres de botànica en alemany del segle xix. En col·laboració amb Otto Karl Berg (1815-1866), professor de botànica farmacèutica de la Universitat de Berlin, Schmidt publicà a Darstellung und Beschreibung in den Pharmacopoea Sämtliche Borussica offizinellen Gewächse aufgeführten (1853). P.: Arthur Felix, Leipzig dibuixaren i litografiaren les planxes d'aquesta obra. Benjamin Daydon Jackson en va fer un comentari elogiós. Berg i Schmidt també van publicar la Pharmacopoea Borussica aufgeführten offizinellen Gewächse in 1846. C.F. Schmidt va ser col·laborador de l'obra de Köhler Medizinal Pflanzen. P.: Gera-Untermhaus : F.E. Köhler, [1883-1914]. Medizinal Pflanzen esvapublicar l'any 1887 a Gera, prop de Leipzig. En quatre volums de gran interès per les descripcions de les plantes medicinals